# Associazione Calcio Isola Liri
L’Associazione Calcio Isola Liri est le club de football d'Isola del Liri. Il évolue en Serie D.

## Histoire
Le club évolue pendant quatre saisons en Lega Pro Seconda Divisione (4e division professionnelle), de 2008 à 2012. Il se classe neuvième de son groupe en 2011, ce qui constitue sa meilleure performance.

## Anciens joueurs
- Davide Zappacosta
- Jean-Jacques Mandrichi
- Marius Lasconi